# Spovid općena

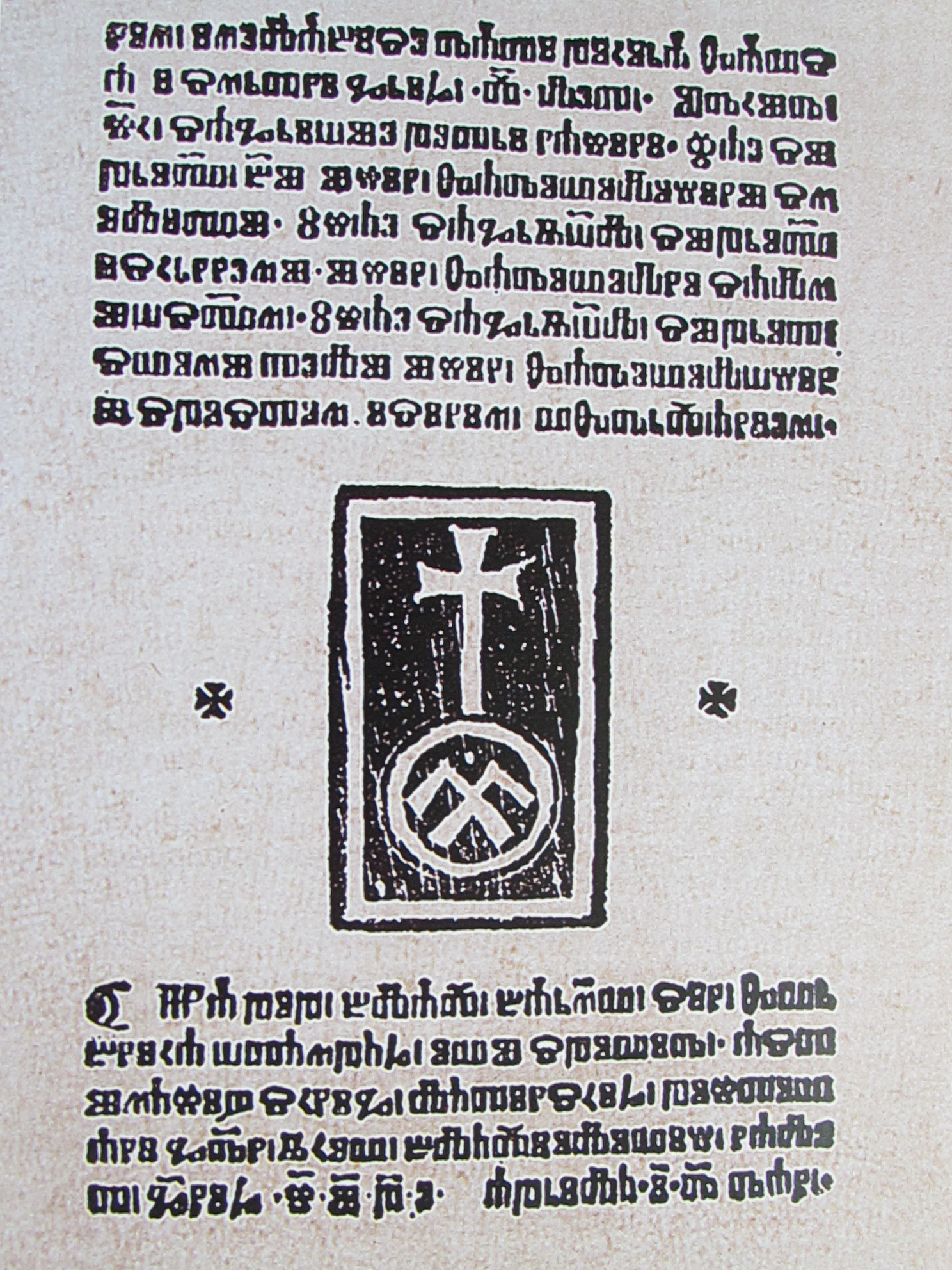
Spovid općena

Spovid općena es el nombre del primer libro impreso en croata, que data de 1496. la impresión fue realizada en la imprenta de Senj, Croacia, y el proceso fue supervisado por Blaž Baromić. Se publicó cerca de trece años después del primer libro croata impreso, el Missale Romanum Glagolitice, escrito en antiguo eslavo eclesiástico. Contiene 36 hojas y es también el primer incunable croata no litúrgico. Se trata de una traducción de Confessione generale del autor milanés Miguel de Carcano. realizada por Jakov Blažiolović.